# Ksenia Levtsjenko
Ksenia Aleksejevna Levtsjenko (Russisch: Ксения Алексеевна Левченко) (Tynda, 29 maart 1996) is een Russisch basketbalspeelster die uitkomt voor het nationale team van Rusland.

## Carrière
Levtsjenko speelde haar hele jeugd voor het jeugd team van Sparta&K Oblast Moskou Vidnoje 2. In 2015 ging Levtsjenko spelen voor Dinamo Koersk. Met die club werd Levtsjenko in 2016 Bekerwinnaar van Rusland. Ook won Levtsjenko de EuroLeague Women in 2017 en werd tweede om het Landskampioenschap van Rusland. Ook won ze met Dinamo de FIBA Europe SuperCup Women in 2017. Halverwege het seizoen 2018/19 stapte ze over naar Jenisej Krasnojarsk. Aan het einde van het seizoen in 2019 verhuisde ze naar Sparta&K Oblast Moskou Vidnoje. In 2021 keerde ze terug bij Dinamo Koersk. Met Dinamo won ze het Landskampioenschap van Rusland in 2022. In 2022 stapte ze over naar UMMC Jekaterinenburg. Met UMMC werd ze Landskampioen van Rusland in 2023, 2024 en 2025.
Met Rusland speelde Levtsjenko op het Europees Kampioenschap in 2017, 2019 en 2021.

## Erelijst
- Landskampioen Rusland: 4
  - Winnaar: 2022, 2023, 2024, 2025
  - Runner-up: 2017
- Bekerwinnaar Rusland: 4
  - Winnaar: 2016, 2023, 2024, 2025
- EuroLeague Women: 1
  - Winnaar: 2017
- FIBA Europe SuperCup Women: 1
  - Winnaar: 2017